# HLAS – social-démocratie
HLAS - Social démocratie (en slovaque : Hlas – sociálna demokracia) est un parti politique attrape-tout et social-démocrate slovaque, fondé en juin 2020 par l'ex-président du gouvernement, Peter Pellegrini.

## Histoire
À la suite des élections législatives de février 2020, Peter Pellegrini menace de quitter le parti SMER si son dirigeant Robert Fico ne démissionne pas. La raison est alors le renouveau du parti après des défaites électorales consécutives.
Le 29 juin 2020, à l'issue de cette lutte de pouvoir au sein de SMER entre ses 2 principales figures, Fico reste chef du parti tandis que le Pellegrini organise une scission et forme son propre parti, HLAS. Dans sa scission, Pellegrini est rejoint par 10 autres députés du SMER même si ceux si doivent continuer de siéger avec le groupe parlementaire de leur ancien parti jusqu'au élections de 2023. Le parti est officiellement enregistré par le ministère de l’intérieur le 11 septembre 2020.
Le parti bénéficie d'une large popularité dès sa création, un sondage de l'agence Focus indiquant que la parti serait arrivé deuxième, avec plus de 19% si des élections avaient eu lieu en juin 2020.
En octobre 2022 le parti connait ses premières élections, municipales et régionales, dont il sort victorieux en première place.
À l'issue des élections législatives de septembre 2023, Hlas obtient 14,7% des suffrages et 27 députés. Il rejoint ensuite un accord de coalition avec SMER et le Parti national slovaque (SNS). Il participe donc au gouvernement Fico IV.
Le parti est suspendu par la présidence du PSE, tout comme le SMER, entrainant de facto ses la même sanction pour ses eurodéputés du groupe S&D, étant accusés d’adopter des discours pro-russes, en faveur de l’extrême droite après avoir formé un gouvernement de coalition avec le parti SNS, mais aussi de leurs prises de positions sur "les migrations, l’État de droit, et la communauté LGBTIQ",.

## Idéologie
Peter Pellegrini présente HLAS comme le nouveau visage de la social-démocratie en Slovaquie, critiquant SMER et Robert Fico pour les scandales de corruption qui les entourent. Néanmoins, une grande partie des hauts dirigeants du HLAS-SD ont, dans le passé, été accusés ou soupçonnés de corruption et de pots-de-vin alors qu’ils occupaient des postes gouvernementaux.
D'un point de vue économique et social, HLAS a des positions sociales-démocrates et conservatrices assez proches de celles du SMER, et promeut notamment l'intervention de l'État dans l'économie en tant qu'État-providence. Contrairement au SMER, HLAS et son président revendiquent être pro-européens bien qu'ils ne s'opposent pas en pratique aux politiques contraires menées par Robert Fico,. Le parti promeut enfin une politique de combat contre le néo-fascisme.

## Résultats électoraux

### Élections législatives
| Année | Voix    | %     | Rang | Mandats  | Gouvernement |
| ----- | ------- | ----- | ---- | -------- | ------------ |
| 2023  | 436 415 | 14,70 | 3e   | 27 / 150 | Fico IV      |

### Élections présidentielles
| Année | Candidat         | 1er tour | 1er tour | 1er tour | 2e tour   | 2e tour | 2e tour |
| Année | Candidat         | Voix     | %        | Rang     | Voix      | %       | Rang    |
| ----- | ---------------- | -------- | -------- | -------- | --------- | ------- | ------- |
| 2024  | Peter Pellegrini | 834 718  | 37,03    | 2e       | 1 409 255 | 53,12   | 1er     |

### Élections européennes
| Année | Voix | Mandats | Rang | Groupe |
| ----- | ---- | ------- | ---- | ------ |
| 2024  | 7,18 | 1 / 15  | 4e   |        |